# San Juan Jabloteh
CL Financial San Juan Jabloteh ist ein trinidadischer Fußballverein aus San Juan.

## Geschichte
Der Club wurde 1974 gegründet. Sein Name bezieht sich auf den einheimischen Namen des nachtaktiven Vogels Fettschwalm.
Nach der Gründung einer halbprofessionellen Liga im Jahr 1994 wandelte San Juan Jabloteh sich aus einer Jugendorganisation in einen professionellen Fußballverein. Die Unterstützung der CL Financial Limited 1996 ermöglichte dem Verein eine deutliche Ausweitung seiner Aktivitäten. Von 1996 bis 1998 wurde das Team dreimal hintereinander Vierter der Liga. 1999 war San Juan Jabloteh ein Gründungsmitglied der Trinidadian Professional Football League.
Die Mannschaft gewann in den Jahren 2002 und 2003 die Meisterschaft und vertraten die Liga im CONCACAF Champions Cup. 2007 und 2008 gewann der Verein nochmals die Meisterschaft. 2012 zog sich der Verein aus finanziellen Gründen aus der TT Pro League zurück, trat in der Folgesaison aber bereits wieder an. 2017 qualifizierte der Verein sich erneut für die CONCACAF League und schied im Achtelfinale gegen Santos de Guápiles aus Costa Rica aus.

## Erfolge
- KBE Club Championship Sieger: 1 (2003)
- KBE Club Championship Zweiter: 1 (2006)
- Trinidad und Tobago Cup Sieger: 2 (1998, 2005)
- Trinidad und Tobago FCB-Cup Sieger: 2 (2000, 2003)